# Clavatula rubrifasciata
Clavatula rubrifasciata é uma espécie de gastrópode do gênero Clavatula, pertencente a família Clavatulidae.